# Anisacate fragile
Anisacate fragile is een spinnensoort uit de familie Macrobunidae. De wetenschappelijke naam van de soort werd voor het eerst geldig gepubliceerd i 1941 door Cândido Firmino de Mello-Leitão.